# Lotus 87
O  87/87B  é o modelo da Lotus das temporadas de 1981 e 1982. A equipe usou o modelo 87 a partir do GP de Mônaco de 1981. Já o 87B na primeira corrida, o GP da África do Sul de 1982 de Fórmula 1. Condutores: Elio de Angelis e Nigel Mansell.

## Resultados[1][2]
(legenda) 
| Ano  | Chassi | Motor                | Pneus | N° | Pilotos         | 1   | 2   | 3   | 4     | 5   | 6   | 7   | 8   | 9   | 10  | 11  | 12  | 13  | 14  | 15  | 16  | Pontos    | Posição |  |
| ---- | ------ | -------------------- | ----- | -- | --------------- | --- | --- | --- | ----- | --- | --- | --- | --- | --- | --- | --- | --- | --- | --- | --- | --- | --------- | ------- |  |
|      |        |                      |       |    |                 |     |     |     |       |     |     |     |     |     |     |     |     |     |     |     |     |           |         |  |
|      |        |                      |       |    |                 | USW | BRA | ARG | SMR   | BEL | MON | ESP | FRA | GBR | GER | AUT | NED | ITA | CAN | LVS |     |           |         |  |
| 1981 | 87     | Ford Cosworth DFV V8 | M     | 11 | Elio de Angelis |     |     |     | [ 3 ] |     | Ret | 5   | 6   |     |     |     |     |     |     |     |     | 131 (22)  | 7º      |  |
| 1981 | 87     | Ford Cosworth DFV V8 | G     | 11 | Elio de Angelis |     |     |     | [ 3 ] |     |     |     |     | DSQ | 7   | 7   | 5   | 4   | 6   | Ret |     | 131 (22)  | 7º      |  |
| 1981 | 87     | Ford Cosworth DFV V8 | M     | 12 | Nigel Mansell   |     |     |     | [ 3 ] |     | Ret | 6   | 7   |     |     |     |     |     |     |     |     | 131 (22)  | 7º      |  |
| 1981 | 87     | Ford Cosworth DFV V8 | G     | 12 | Nigel Mansell   |     |     |     | [ 3 ] |     |     |     |     | NQ  | Ret | Ret | Ret | Ret | Ret | 4   |     | 131 (22)  | 7º      |  |
|      |        |                      |       |    |                 |     |     |     |       |     |     |     |     |     |     |     |     |     |     |     |     |           |         |  |
|      |        |                      |       |    |                 | RSA | BRA | USW | SMR   | BEL | MON | USE | CAN | NED | GBR | FRA | GER | AUT | SUI | ITA | LVS |           |         |  |
| 1982 | 87B    | Ford Cosworth DFV V8 | G     | 11 | Elio de Angelis | 8   |     |     | [ 4 ] |     |     |     |     |     |     |     |     |     |     |     |     | (0)2 (30) | 5º      |  |
| 1982 | 87B    | Ford Cosworth DFV V8 | G     | 12 | Nigel Mansell   | Ret |     |     | [ 4 ] |     |     |     |     |     |     |     |     |     |     |     |     | (0)2 (30) | 5º      |  |

↑1  Do GP do Oeste dos Estados Unidos até o da Bélgica (menos no GP de San Marino), utilizaram o chassi 81 marcando 9 pontos (22 pontos no total).
↑2  Do GP do Brasil até o GP de Las Vegas (menos no GP de San Marino), utilizaram o chassi 91 marcando 30 pontos totais.